# Gen dun

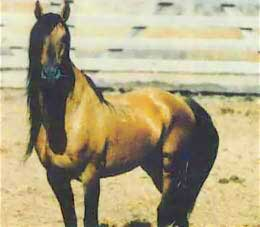
Un cavall falb-dun (en anglès, anomenat classic o zebra dun)

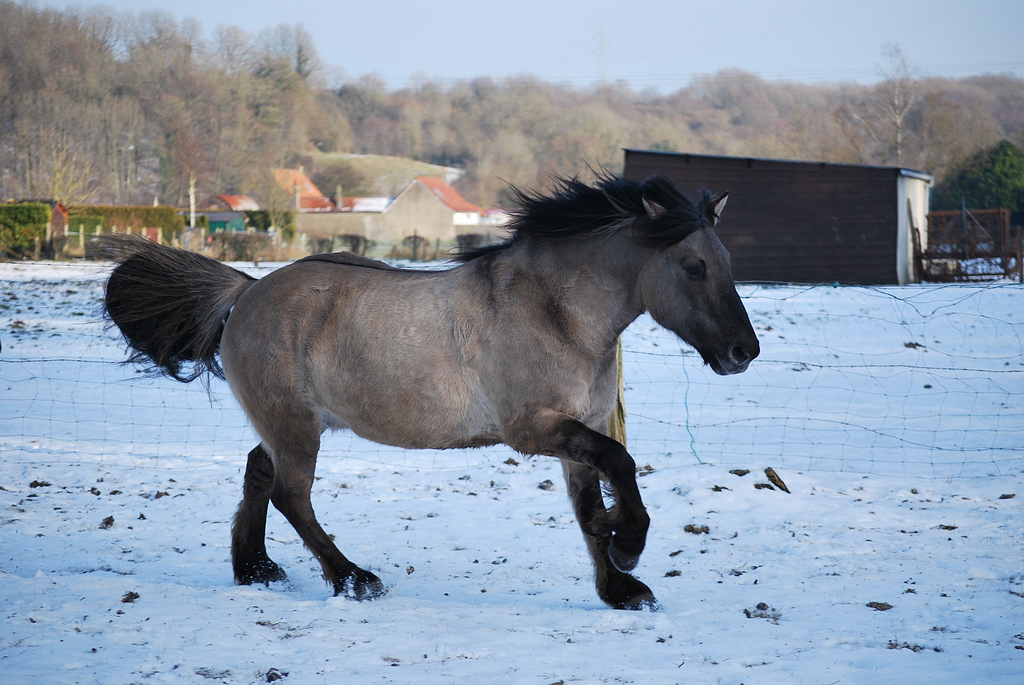
Un cavall pèl de rata, burell o cendrós

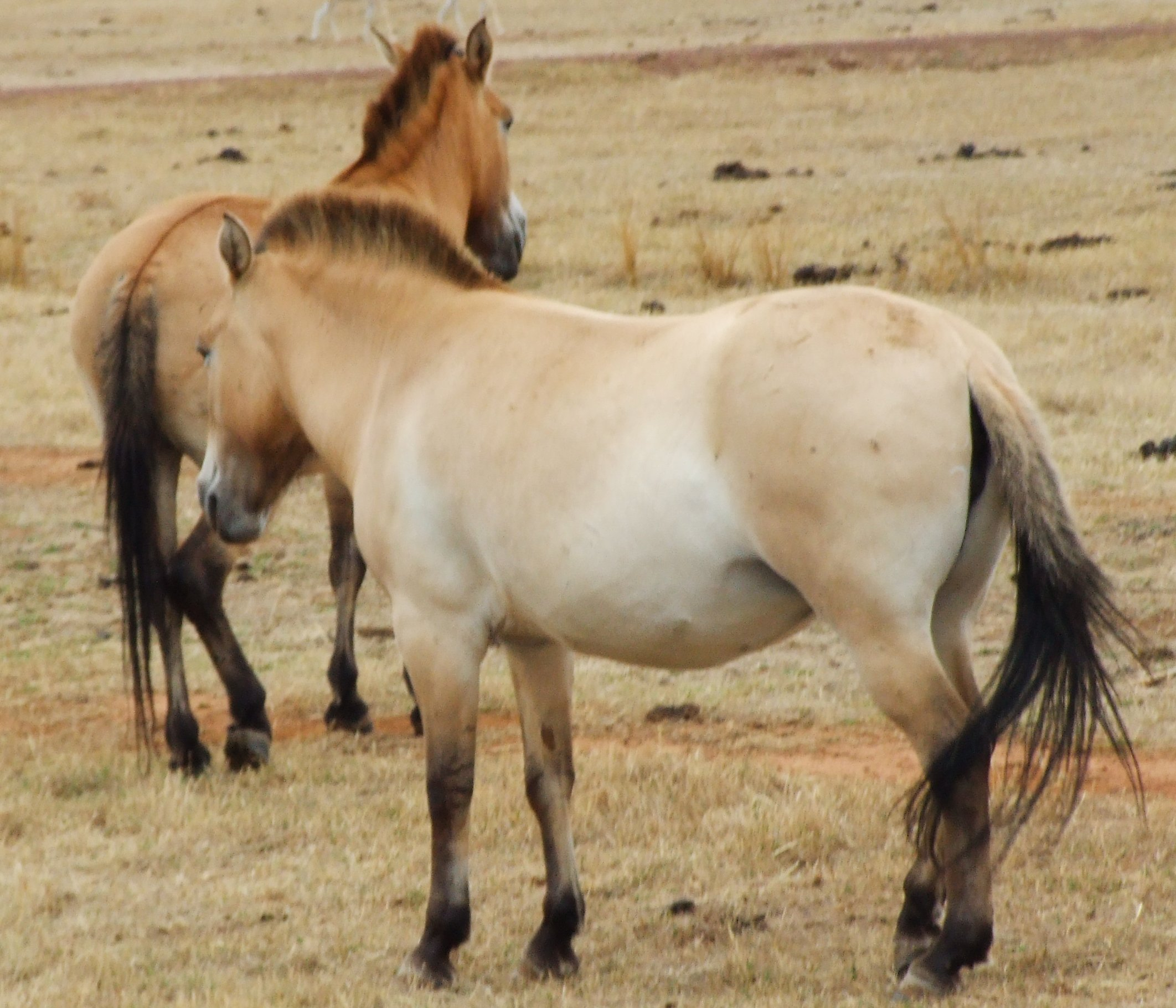
Cavall de Przewalski

El dun és un gen que afecta a la dilució del color del pelatge dels èquids. La dilució dun actua sobre els dos pigments, negre (eumelanina) i roig (feomelanina), ocasionant pelatges molt característics que mostren trets específics anomenats generalment marques primitives: ratlla fosca dorsal, zebradures i d'altres. Els pelatges dun s'associen als cavalls salvatges primitius i s'assemblen als pelatges d'altres èquids salvatges passats i presents. És la segona en importància, des del punt de vista numèric, després de la dilució crema.

## Pelatges diluïts dun
La dilució dun, quan actua sobre els pelatges bàsics, provoca els quatre pelatges diluïts següents:
- Negre + D_ = pèl de rata, burell o cendrós
- Bru + D_ = brunell?
- Castany + D_ = falb-dun
- Roig + D_ = roig-dun (bai?)

Els pelatges pèl de rata tenen, en els casos ideals, un pelatge gris uniforme semblant al de la pissarra. La cua i la crinera són negres. La ratlla dorsal és negra. La part inferior de les potes és negra i, en la zona que separa la part superior de les potes (de color gris) i la part inferior (de color negre), hi ha zebradures negres.
El gris del pelatge està format per pèls grisos, tots del mateix color o de color semblant. En els cavalls negre-liarts, en algunes fases de la vida, el color gris del pelatge es produeix per barreja de pèls negres i blancs.
Els cavalls bruns afectats per un o dos al·lels dun són molt semblants als anteriors, amb una distinció en les zones que (en els bruns) serien rogenques i que en els bruns-dun passen a una tonalitat més clara.
Els cavalls falb-dun tenen un pelatge groguenc generalment poc llampant. Les marques característiques (marques primitives) són com en els casos anteriors.
Els cavalls roig-dun tenen un pelatge rogenc i les marques primitives d'una tonalitat roja més intensa que la del cos.

## Aspectes genètics

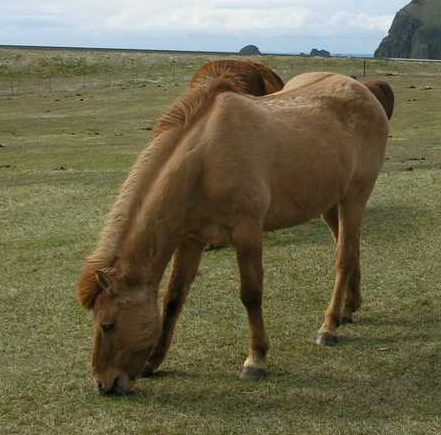
Roig dun

El gen dun es representa per la lletra D i pot tenir dos al·lels:
- D, que implica que hi ha dilució dun
- d, que indica que no hi ha dilució dun

Un cavall pot tenir les variants següents:
- DD
- Dd
- dd

En els primers dos casos hi ha dilució dun. Es representen per D_. En el tercer cas no hi ha dilució dun.
L'al·lel dun (D) és dominant simple. Només cal una còpia perquè la dilució dun s'expressi sobre el pelatge del cavall portador.

## Verificació dels al·lels dun
Hi ha una prova de verificació dels al·lels dun basada en marcadors genètics.
.
Els cavalls ibèrics (andalusos PRE, lusitans PSL) n'estan exclosos per manca de recerca en els marcadors associats a la dilució dun.